# Totutla, Veracruz
Totutla är en kommunhuvudort i Mexiko.   Den ligger i kommunen Totutla och delstaten Veracruz, i den sydöstra delen av landet, 230 km öster om huvudstaden Mexico City. Totutla ligger 1 449 meter över havet och antalet invånare är 3 464.
Terrängen runt Totutla är huvudsakligen kuperad, men den allra närmaste omgivningen är platt. Runt Totutla är det ganska tätbefolkat, med 214 invånare per kvadratkilometer. Närmaste större samhälle är Huatusco de Chicuellar, 7,0 km söder om Totutla. I omgivningarna runt Totutla växer huvudsakligen savannskog.